# Erhard Milch
Pour les articles homonymes, voir Milch.
Erhard Milch (30 mars 1892 - 25 janvier 1972) est un maréchal d'aviation allemand (Generalfeldmarschall). Il supervisa le développement de la Luftwaffe et joua ainsi un rôle important dans le réarmement de l'Allemagne après la Première Guerre mondiale.

## Biographie

### Famille
Milch est né à Wilhelmshaven, ville portuaire du royaume de Prusse, d'Anton Milch, pharmacien dans la marine impériale allemande et de Clara Milch, née Vetter. Son père était juif, mais, sur intervention de Hermann Goering, Hitler délivre à Erhard Milch un certificat d'aryanisation le 5 août 1935 (« aryen d'honneur »). 
Un de ses frères a espionné pour les services secrets français.

### Première Guerre mondiale
Il rejoint la Deutsches Heer, l'armée impériale allemande, en 1910 comme Fahnenjunker dans le 1er régiment d'artillerie à pied.
Le jeune Erhard sert dans l'armée allemande pendant la Première Guerre mondiale, au début en tant qu'officier d'artillerie dans le 6e régiment d'artillerie à pied. Il est transféré ensuite dans un corps aérien et entraîné comme observateur aérien. Vers la fin de la guerre, il atteint le poste de commandant d'escadrille (Jagdgruppe 6). En 1920, il quitte l'armée pour poursuivre, dans  le secteur privé, son expérience aéronautique.

### Carrière dans le privé
La carrière de Milch, avant l'avènement du Troisième Reich, est le reflet de l'industrie aéronautique naissante en plein bouleversement. Il crée une petite ligne aérienne à Dantzig avec Gotthard Sachsenberg (en), un copain d'escadrille, sous la bannière Lloyd Luftdienst, intégrée à l'association régionale des compagnies aériennes allemandes Norddeutscher Lloyd. La ligne aérienne se nomme Lloyd Ostflug et relie Dantzig aux Pays baltes. En 1923, il devient le directeur de la compagnie Danziger Luftpost qui est le résultat de la fusion de Lloyd Luftdienst avec son concurrent Aero Union, la nouvelle société porte le nom de Deutscher Aero Lloyd. Puis, Milch et Sachsenberg (en) la quittent pour le concurrent Junkers Luftverkehr, où Sachsenberg vient d'être nommé directeur. Sachsenberg occupe cette position jusqu'en 1925, il est alors remplacé par Milch. C'est à ce poste que Milch supervise la fusion de Junkers Luftverkehr avec Deutscher Aero Lloyd en 1926, il devient ainsi le premier directeur de la Lufthansa.

## Ascension politique

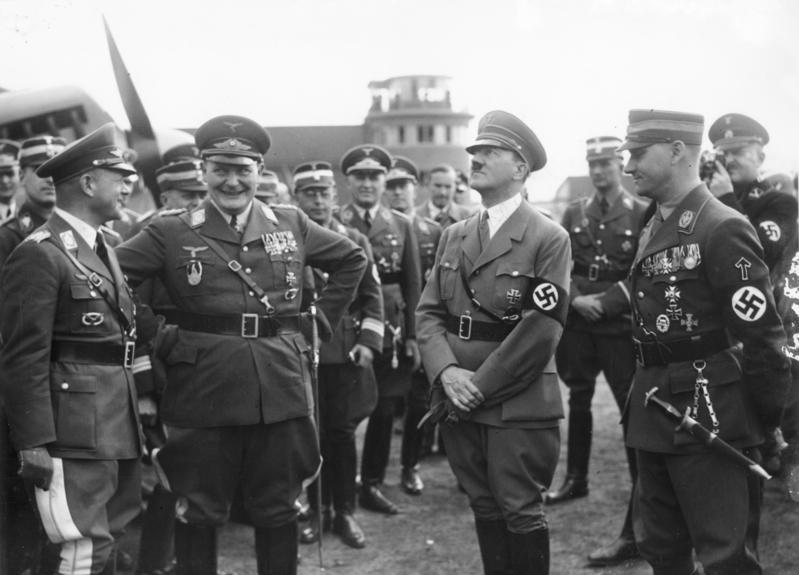
Erhard Milch (à gauche) avec le maréchal de l'air Goering, Hitler et le S.A Viktor Lutze en 1936

En 1933, Milch est nommé au poste de secrétaire d'État du Reichsluftfahrtministerium (ministère de l'Aviation) nouvellement créé, sous la responsabilité directe d'Hermann Göring. À ce titre, il contribue à mettre en place la Luftwaffe, à l'origine chargé de la production du matériel de guerre, même si c'est Ernst Udet qui prend la majorité des décisions concernant les contrats militaires aéronautiques. Il se sert rapidement de cette position pour régler des comptes personnels avec d'autres personnalités de l'industrie aéronautique, notamment Hugo Junkers et Willy Messerschmitt. Son différend avec Messerschmitt est une des raisons pour lesquelles Willy Messerschmitt ne parvient pas à acquérir personnellement la compagnie Bayerische Flugzeugwerke (BFW) avant juillet 1938, c'est pourquoi le préfixe Bf est utilisé pour désigner les avions Messerschmitt avant l'acquisition de la compagnie par Messerschmitt.
En 1935, l'origine juive de son père Anton Milch refait surface, le plaçant dans la catégorie des « Mischling au premier degré » qui ne peuvent plus, en principe, rester officiers dans l'armée allemande. La Gestapo ouvre une enquête, rapidement étouffée par Göring qui produit une déclaration sous serment, signée par la mère de Milch, déclarant qu'Anton n'est pas véritablement le père d'Erhard et de ses enfants, et que le nom du vrai père est Karl Brauer, son oncle alors décédé. Hitler promulgue lui-même, le 7 août 1935 à Berlin, une attestation d'aryanisation. C'est à cette époque qu'on attribue à Göring la célèbre phrase « Je décide qui est et qui n'est pas un juif. » Erhard Milch rencontre Charles Lindbergh, lors de la visite officielle que fit le célèbre aviateur américain à Berlin en 1936.

### Seconde Guerre mondiale

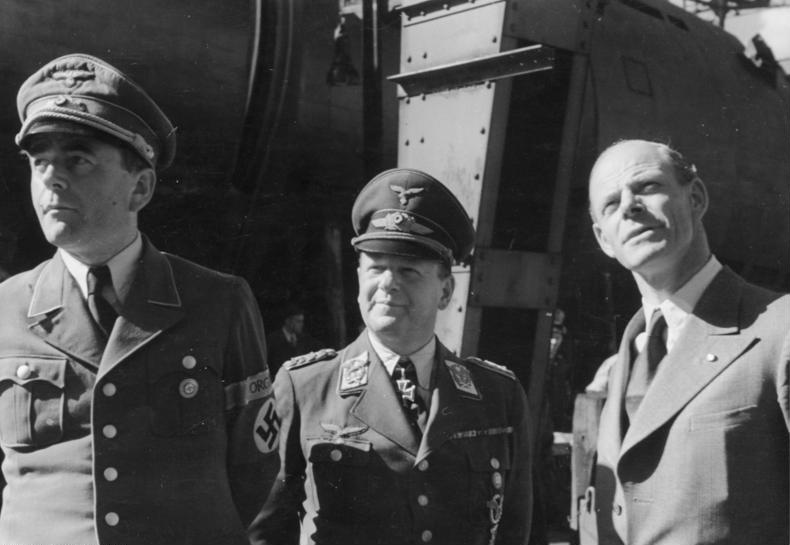
Milch (au centre) avec le ministre de l'armement Albert Speer (à gauche) et le constructeur aéronautique Willy Messerschmitt en 1944

Alors que la Seconde Guerre mondiale éclate, Milch, qui est maintenant général, commande une aile de la Luftwaffe pendant la campagne de Norvège. Après la défaite de la France, Milch est promu au rang de Generalfeldmarschall (19 juillet 1940) et on lui donne le titre d'inspecteur en chef de l'aviation. À cette époque, Milch est chargé de la production d'avions, mais ses erreurs (plus nettement celles de Goering et d'Ernst Udet) contribuent à la perte de la supériorité aérienne allemande au fur et à mesure que la guerre progresse. Les fabricants, tel que Messerschmitt, sont incapables de concentrer leurs efforts sur la production d'avions, à cause des changements de conception et d'exigences fréquentes. L'Allemagne ne produit que 5 000 avions en 1942, alors que les Soviétiques augmentent leur production à plus de 40 000, faisant basculer la supériorité sur le front de l'Est. Curieusement, en 1944, alors que les Alliés bombardent et rasent les usines et villes allemandes, la production allemande atteint le niveau des Soviétiques, soit 40 000 avions, mais trop tard.
Le 16 janvier 1943, Milch est chargé par Hitler d'organiser les transports de ravitaillement pour les troupes encerclées lors de la bataille de Stalingrad, qui se termine le 2 février 1943.
En 1944, Milch se range aux côtés de Joseph Goebbels et Heinrich Himmler afin de convaincre Hitler de retirer à Göring le commandement de la Luftwaffe à la suite de l'échec de l'invasion de l'Union soviétique. Hitler refuse et Göring se venge en obligeant Milch à quitter son poste. Milch travaille ensuite pour Albert Speer jusqu'à la fin de la guerre.

### Période d'après-guerre

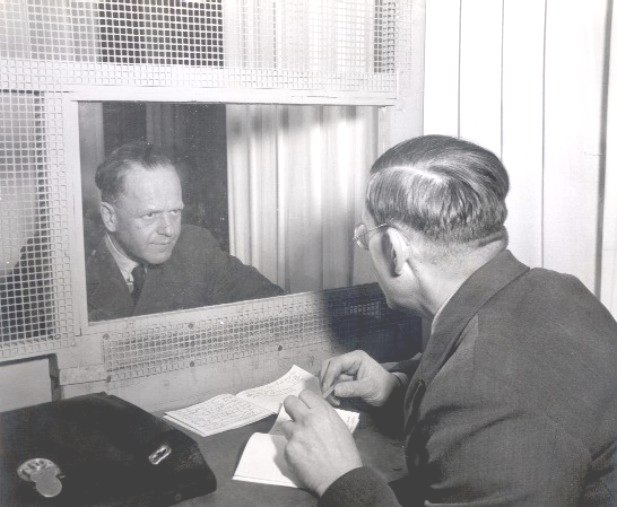
Erhard Milch (à gauche) dans un parloir de la prison de Nuremberg.

Milch tente de fuir l'Allemagne après le suicide d'Hitler, mais il est capturé sur la côte de la Baltique le 4 mai 1945 par les hommes du commando britannique de la 1st Special Service Brigade du général Derek Mills-Roberts.
Inculpé de crime de guerre, son procès se déroula à Nuremberg, avec la présence de plusieurs hauts responsables Hermann Göring, Alfred Jodl, Wilhelm Keitel, Joachim von Ribbentrop, Albert Speer, entre autres il fut reconnu coupable, et condamné à perpétuité (sa peine fut commuée par John McCloy, Haut commissaire allié, en 15 années de détention en 1951). Il purgea sa peine à la prison de Landsberg, puis fut finalement libéré en juin 1954.
Il passa alors le reste de sa vie à Düsseldorf, où il meurt en 1972 des suites d'une maladie hépatique. Milch est enterré au cimetière central de Lunebourg.
En 1973, David Irving, aux sympathies nazies et négationnistes notoires, publie une biographie très compatissante sur Milch, The Rise and Fall of the Luftwaffe: The Life of Field Marshal Erhard Milch.

## Promotions militaires
| Fähnrich                          | 18 octobre 1910   |
| Leutnant                          | 18 août 1911      |
| Oberleutnant                      | 18 août 1915      |
| Hauptmann                         | 18 août 1918      |
| Oberst (rejoint la Heer)          | 28 octobre 1933   |
| Generalmajor                      | 24 mars 1934      |
| Generalleutnant                   | 28 mars 1935      |
| General der Flieger (par intérim) | 30 janvier 1936   |
| General der Flieger               | 20 avril 1936     |
| Generaloberst                     | 1er novembre 1938 |
| Generalfeldmarschall              | 19 juillet 1940   |